# Penicillium chermesinum
Penicillium chermesinum Biourge – gatunek grzybów z klasy Eurotiomycetes. Mikroskopijne grzyby strzępkowe.

## Systematyka i nazewnictwo
Pozycja w klasyfikacji według Index Fungorum: Penicillium, Aspergillaceae, Eurotiales, Eurotiomycetidae, Eurotiomycetes, Pezizomycotina, Ascomycota, Fungi.
Po raz pierwszy opisał go w 1923 roku Philibert Melchior Joseph Ehi Biourge w serze w Holandii i nadana przez niego nazwa naukowa jest ważna. Synonim: Penicillium indicum D.K. Sandhu & R.S. Sandhu1963.

## Występowanie i zastosowanie
Opisano jego występowanie w Ameryce Południowej, Europie i Azji. Grzyb glebowy. W Polsce podano liczne stanowiska. Wyizolowano go w powietrzu w budynkach, glebie, pozostałościach roślin po zbiorze, korzeniach i ryzosferze pomidora.
Przeprowadzono wiele badań nad potencjalnym zastosowaniem tego gatunku. W jednym z nich stwierdzono, że wykazuje skuteczność w biodegradacji osadów oleistych zawierających węglowodory ropopochodne i wielopierścieniowe węglowodory aromatyczne.